# Franz Viktor Spechtler
Franz Viktor Spechtler (* 26. Juni 1938 in Grödig) ist ein österreichischer Germanist.

## Leben
Franz V. Spechtler studierte von 1958 bis 1963 Germanistik, Anglistik, Philosophie und Musikwissenschaft an der Universität Innsbruck, wo er 1963 zum Dr. phil. promoviert wurde.1963/64 studierte er an der rechtswissenschaftlichen Fakultät und war anschließend als wissenschaftlicher Mitarbeiter bei der Deutschen Forschungsgemeinschaft in Bonn tätig. Im Herbst 1965 wechselte er als Universitäts-Assistent an das Institut für Germanistik der Universität Salzburg. 
Nach einer Lehrstuhlvertretung an der Universität Klagenfurt (1974/1975) habilitierte er sich 1975 für ältere deutsche Sprache und Literatur und war von 1976 bis 2003 Professor für Ältere Deutsche Sprache und Literatur am Institut für Germanistik der Universität Salzburg. Dort war er während dieser Zeit sechs Jahre lang Institutsvorstand und außerdem Vorsitzender der Studienkommission sowie Kuriensprecher der Professoren im Fakultätskollegium.
Seine Übersetzungen von Liedern vieler Minnensänger aus dem (mittelhoch-)deutschsprächigen Raum, darunter Oswald von Wolkenstein und Mönch von Salzburg, wurden durch den Wieser Verlag als Sammelbänder veröffentlicht; hierbei handelt es sich um Veröffentlichungen, die nicht nur Personen aus dem Bereich der Mediävistikforschung ansprechen, aber vielmehr die originalen Texte auch dem fachfremden Leser zugänglich machen sollen.

## Auszeichnungen (Auswahl)
- 1976: Kardinal-Innitzer-Förderungspreis für Geisteswissenschaften
- Silbernes Verdienstzeichen des Landes Salzburg
- Theodor-Körner-Preis

## Publikationen (Auswahl)

### Als Autor
- Der Mönch von Salzburg: Untersuchungen über Handschriften, Geschichte, Gestalt und Werk des Dichters und Komponisten als Grundlegung einer textkritischen Ausgabe, Dissertation Universität Innsbruck 1963.

- Gesammelte Abhandlungen zur deutschen Literatur des Mittelalters. Hrsg.: Michaela Auer-Müller. Kümmerle, Göppingen 2006, ISBN 3-87452-988-6.

### Als Herausgeber
- Die geistlichen Lieder des Mönchs von Salzburg. De Gruyter, Berlin/New York 1972, ISBN 3-11-001847-0.
- Der Mönch von Salzburg: Ich bin du und du bist ich. Lieder des Mittelalters. Heimeran, München 1980, ISBN 3-7765-0288-6.
- Der Mönch von Salzburg: Die weltliche Dichtung. Übertragen von C. W. Aigner. Müller, Salzburg 1995, ISBN 3-7013-0900-0.
- mit Margarethe Springeth: Neidhart und die Neidhart-Lieder. Ein Handbuch. De Gruyter, Berlin/Boston, ISBN 978-3-11-033393-0, doi:10.1515/9783110334067

### Als Übersetzer
- Wolfram von Eschenbach: Parzival. Übertragung aus dem Mittelhochdeutschen ins Neuhochdeutsche. Wieser-Verlag, Klagenfurt 2016, ISBN 978-3-99029-082-8.

- Wolfram von Eschenbach: Willehalm. Krieg und Frieden mit den Sarazenen. Übertragung aus dem Mittelhochdeutschen ins Neuhochdeutsche. Wieser-Verlag, Klagenfurt 2019, ISBN 978-3-99029-341-6.